# Moenkhausia lepidura
Moenkhausia lepidura är en fiskart som först beskrevs av Kner, 1858.  Moenkhausia lepidura ingår i släktet Moenkhausia och familjen Characidae. Inga underarter finns listade i Catalogue of Life.